# Felipe de Salcedo

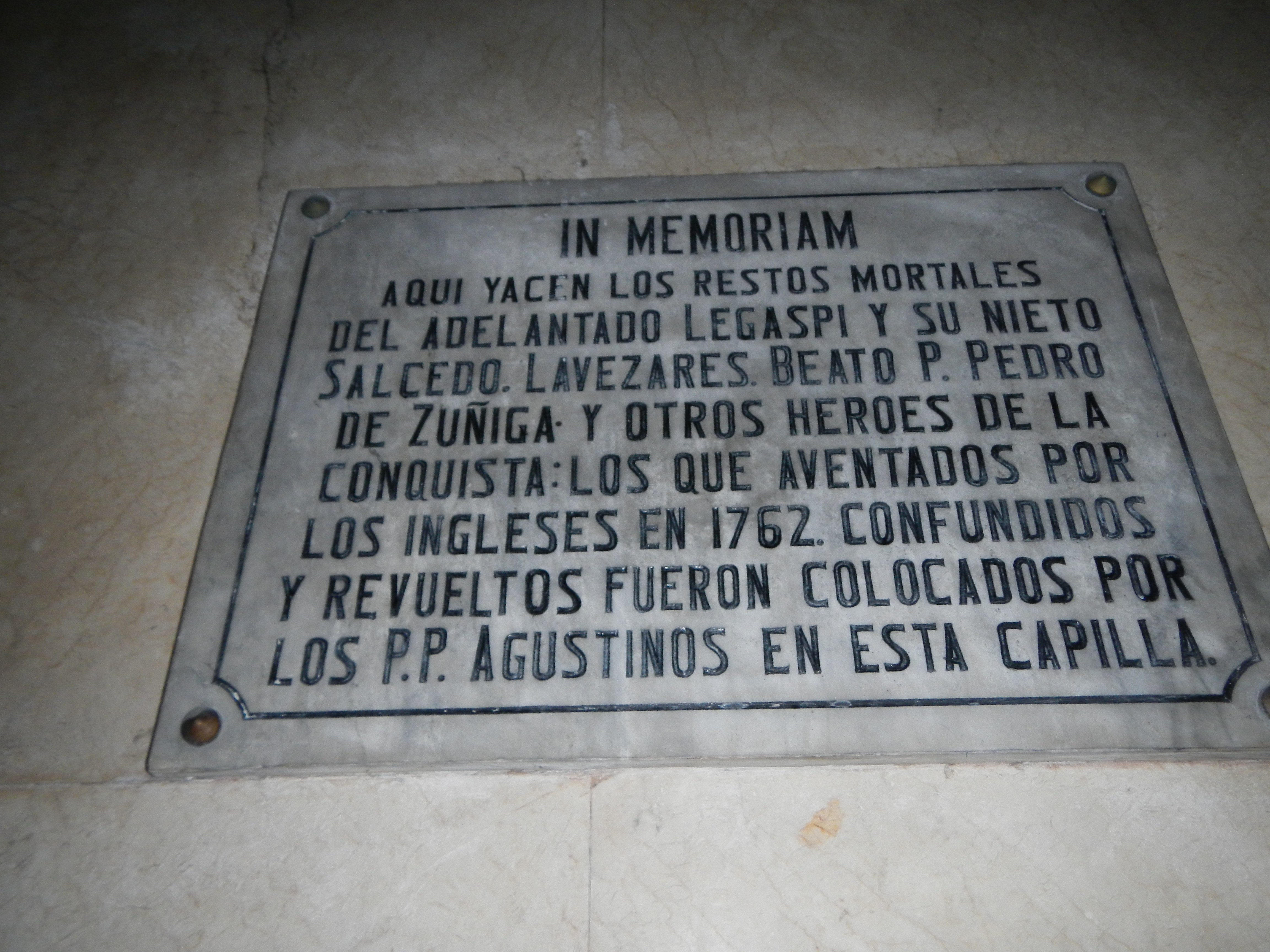
Placa conmemorativa en honor a Felipe de Salcedo.

Felipe de Salcedo (1546 ? ) fue un militar, explorador y conquistador español de las Islas Filipinas.
En 1565  Se unió a la Armada que tomó posesión de las Islas Filipinas al mando de los guipuzcoanos Andrés de Urdaneta y su abuelo Miguel López de Legazpi.

## La expedición
La ruta expedicionaria cruzó el Océano Pacífico y conquistó las Islas Filipinas.
La tripulación de la flota estaba compuesta por 380 hombres, de los cuales 200 eran de armas y 150 de mar, más cinco frailes agustinos; el resto, pertenecían al servicio.
Felipe de Salcedo viajó en la nave San Pedro, de quinientos toneles, capitana de la flota que partió del puerto mexicano de Barra de La Navidad, Jalisco, el 21 de noviembre de 1564. 
Viajaban en la misma embarcación su hermano Juan de Salcedo, Miguel López de Legazpi  con el rango de capitán general y  el agustino cosmógrafo Andrés de Urdaneta. 
Atravesaron el Pacífico en 93 días y pasaron por el archipiélago de las Marianas. El 22 de enero desembarcaron en la isla de Guam y el 5 de febrero salieron rumbo hacia las llamadas Islas de Poniente, las Filipinas. 
El día 15 tocaron tierra en la isla de Samar, en donde el alférez mayor, Andrés de Ibarra, tomó posesión de la misma previo acuerdo con el dirigente local. El 20 del mismo mes se hicieron de nuevo a la mar y llegaron a Leyte, en donde Legazpi levantó el acta de rigor de toma de posesión. El 5 de marzo llegaron al puerto de Carvallán.